# Ohaba de sub Piatră, Hunedoara
Ohaba de sub Piatră este un sat în comuna Sălașu de Sus din județul Hunedoara, Transilvania, România.

## Obiective turistice
- Rezervația naturală “Vârful Poienii” (0,8 ha).

## Personalități
- Gavril Lășcani Muntean (1880 - 1950), deputat în Marea Adunare Națională de la Alba Iulia 1918

## Imagine

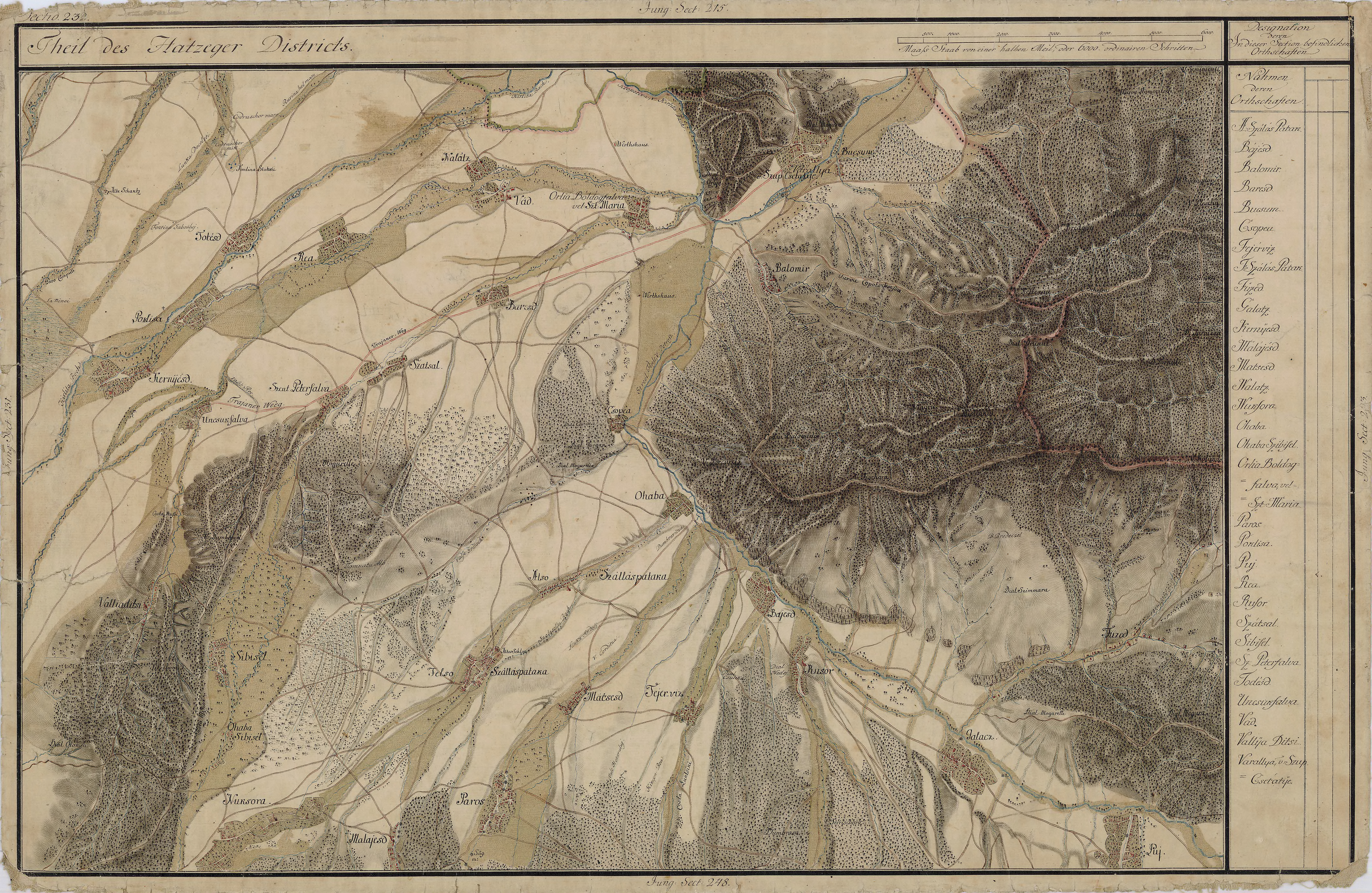
Ohaba de sub Piatră în Harta Iosefină a Transilvaniei, 1769-1773